# Anthoine Hubert

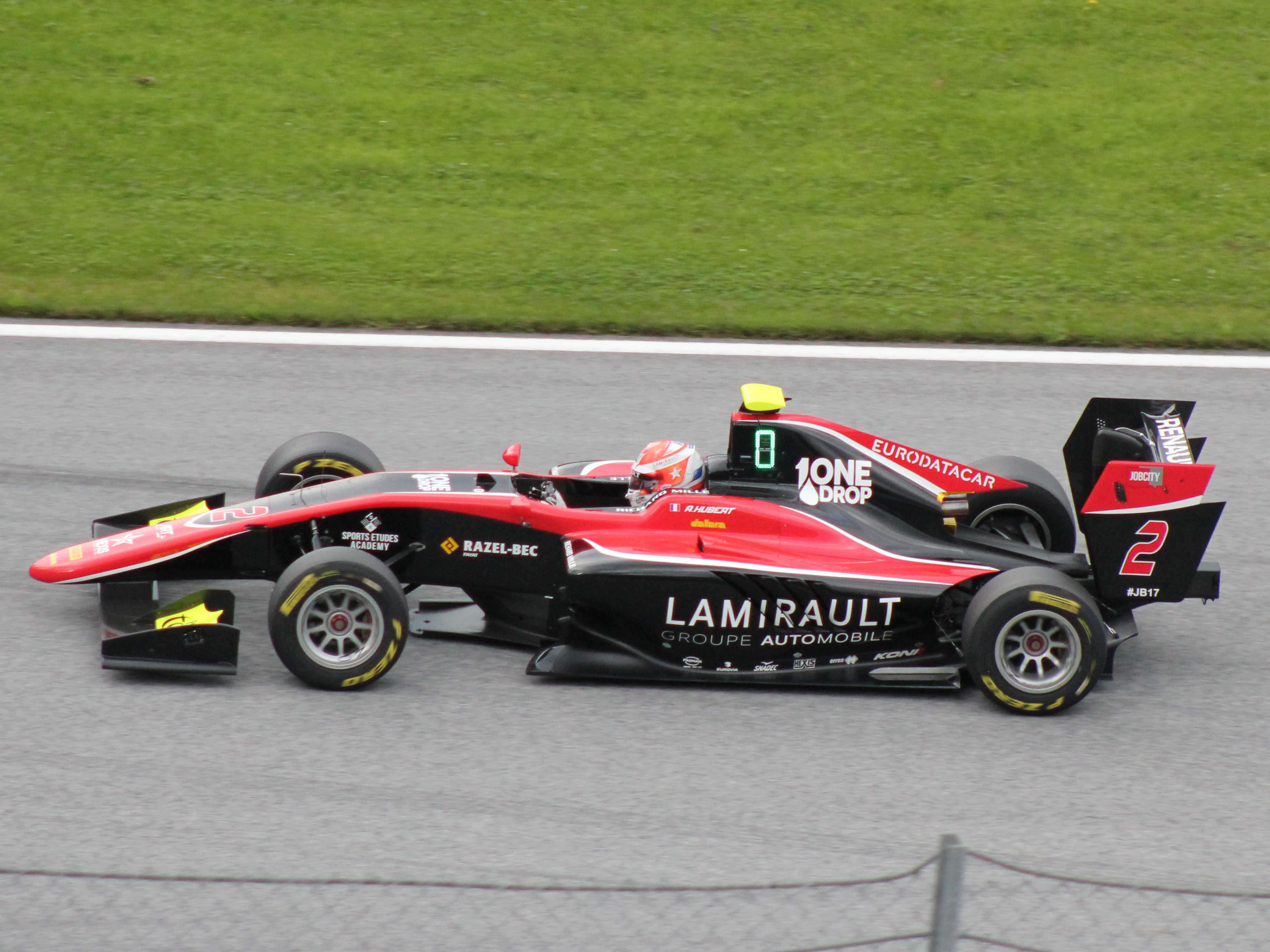
Anthoine Hubert op de Red Bull Ring in 2018.

Anthoine Gérard Pol Hubert (Lyon, 22 september 1996 – Stavelot, 31 augustus 2019) was een Frans autocoureur. In 2018 werd hij de laatste kampioen van de GP3 Series.

## Carrière
Hubert begon zijn autosportcarrière in het karting in 2004 en werd dat jaar derde in de Minikart-klasse van zowel de Coupe de France als de Championnat Régional IDF, waar hij in 2005 respectievelijk als eerste en tweede eindigde. In 2006 maakte hij de overstap naar de Minimes-klasse en werd achtereenvolgens derde en tweede in de Championnat Régional IDF. In 2007 werd hij tevens kampioen in de Bridgestone Cup. In 2008 stapte hij over naar de Cadet-klasse en werd kampioen in zowel de Trophée Valentinois en de Trophée de l'Armistice en tweede in de Championnat de France, de Bridgestone Cup en de Championnat Régional IDF. In 2009 won hij de Trophée de France, de Coupe de France en de Championnat Régional IDF. In 2010 maakte hij zijn internationale debuut met een tweede plaats in de CIK-FIA Karting Academy Trophy voor coureurs onder de 15 jaar. In 2011 en 2012 eindigde hij als derde in de CIK-FIA U18 World Karting Championship.
In 2013 maakte Hubert de overstap vanuit het karting naar het formuleracing en maakte zijn debuut in het Franse Formule 4-kampioenschap. In totaal won hij 11 van de 21 races op het Circuit Bugatti (twee), het Circuit de Pau-Ville (twee), Spa-Francorchamps (drie), het Circuit du Val de Vienne (twee) en het Circuit Paul Ricard (twee), waardoor hij met 365 punten op dominante wijze kampioen werd.
In 2014 stapte Hubert over naar de Eurocup Formule Renault 2.0, waar hij uitkwam voor het team Tech 1 Racing. Hij kende hier meer moeite en met twee zesde plaatsen op Spa-Francorchamps en het Circuito Permanente de Jerez als beste resultaten werd hij vijftiende in de eindstand met 30 punten. Tevens reed hij voor Tech 1 drie raceweekenden als gastrijder in de Formule Renault 2.0 Alps, met een zesde plaats op het Circuit Mugello als beste resultaat.
In 2015 bleef Hubert in de Eurocup Formule Renault 2.0 rijden voor Tech 1. Zijn tweede seizoen in het kampioenschap ging een stuk beter met twee overwinningen op Silverstone en het Circuit Bugatti. Met vijf andere podiumplaatsen werd hij achter Jack Aitken, Louis Delétraz, Kevin Jörg en Ben Barnicoat vijfde in het kampioenschap met 172 punten. Ook reed hij opnieuw in drie raceweekenden als gastrijder in de Formule Renault 2.0 Alps voor Tech 1 en won vier races op het Autodromo Enzo e Dino Ferrari, het Circuit de Pau-Ville (tweemaal) en het Circuito Permanente de Jerez.
In 2016 maakte Hubert zijn Formule 3-debuut in het Europees Formule 3-kampioenschap voor het team Van Amersfoort Racing. Hij won één race op de Norisring en met twee andere podiumplaatsen werd hij achtste in de eindstand met 160 punten.
In 2017 stapte Hubert over naar de GP3 Series, waarin hij uitkwam voor het team ART Grand Prix. Hij won geen races, maar behaalde wel vier podiumplaatsen op Silverstone, de Hungaroring, het Autodromo Nazionale Monza en het Circuito Permanente de Jerez, waardoor hij achter zijn teamgenoten George Russell, Jack Aitken en Nirei Fukuzumi vierde werd in het klassement met 123 punten.
In 2018 bleef Hubert actief in de GP3 bij ART Grand Prix. Dat jaar ontving hij de steun van de Renault Sport Academy, het opleidingsprogramma van het Formule 1-team van Renault. Op het Circuit Paul Ricard won hij zijn eerste race in het kampioenschap en op Silverstone voegde hij hier een tweede overwinning aan toe. In de rest van het seizoen eindigde hij in negen andere races op het podium en werd zo de laatste GP3-kampioen ooit met 214 punten.
In 2019 maakte Hubert zijn debuut in de Formule 2. Hij reed voor het team van BWT Arden. Tevens werd hij dit seizoen definitief opgenomen in de Renault Sport Academy. In de sprintrace door de straten van Monaco behaalde hij zijn eerste overwinning in de Formule 2. Later wist hij ook nog de sprintrace te winnen bij zijn thuisrace op het Circuit Paul Ricard.

## Overlijden
Op 31 augustus 2019 raakte Hubert betrokken bij een zwaar ongeval met Juan Manuel Correa en Giuliano Alesi in de tweede ronde van de Formule 2-hoofdrace op Spa-Francorchamps. Anderhalf uur na het ongeval overleed Hubert aan zijn verwondingen. Als eerbetoon voor Hubert zal er nooit meer een Formule-2 coureur met nummer 19, het racenummer van Hubert, rijden. 